# Детектор магнетских аномалија
Детектор магнетских аномалија (магнетодетектор) је уређај за тражење и одређивање положаја зароњених подморница. Уграђује се на патролне ваздухоплове. Појавио се у Другом свјетском рату.
Магнетодетектор се састоји од магнетометра, филтра, појачавача, рекордера (уређаја за снимање) и стабилизатора. Слабе сигнале из магнетометра, филтриране, појачавач подиже на виши ниво а рекордер их биљежи. Стабилизатор одржава магнетометар у хоризонталном положају и оријентише га уздуж и попријеко. Ради избјегавања магнетизма авиона магнетодетектор је истурен позади или напријед од авиона на мотки и окружен немагнетским (пластичним) материјалом.
Магнетодетектор мјери аномалије Земљиног магнетског поља настале дејством великих металних објаката као што су подморнице. Нормално је завојница магнетометра побуђена измјеничном струјом и налази се у ефективном нултом магнетском пољу. На излазу се појављују сам непарни хармоници побудног сигнала. При наиласку на метални објект, полупериоде побудног сигнала нису више једнаке па се јављају и парни хармоници. Сигнал се даље филтрира и обрађује.
Домет м. износи око 215 метара. Примјењује се обично у комбинацији с хидроакустичном плутачом и подводним електричним локатором.